# Varicorhinus wittei
Varicorhinus wittei és una espècie de peix cipriniforme de la família dels ciprínids.

## Morfologia
Els mascles poden assolir els 27,5 cm de longitud total.

## Distribució geogràfica
Es troba a Àfrica: Katanga.